# Šen-čou 12
Šen-čou 12 (čínsky 神舟十二号; doslova „Božská loď číslo dvanáct“) je čínský pilotovaný vesmírný let v rámci programu Šen-čou. Jde o celkem sedmý čínský pilotovaný vesmírný let a současně o první, při kterém se kosmická loď typu Šen-čou spojila s čínskou Vesmírnou stanicí Tchien-kung (TSS).
První úvahy o možném startu lodi Šen-čou 12 v druhé polovině roku 2017 byly zveřejněny v dubnu 2016. Plánovaný start byl několikrát odložen v návaznosti na vývoj v programu testovacích kosmických stanic Tchien-kung 1 a Tchien-kung 2 (let stanice Tchien-kung 3 byl v roce 2017 zrušen a Čína přistoupila k přípravě výstavby velké Vesmírné stanice Tchien-kung). Start Šen-čou 12 (návazně na vypuštění základního modulu TSS a nákladní kosmické lodí Tchien-čou 2) pak byl postupně zpřesňován na polovinu roku 2021, složení hlavní a záložní posádky pak CNSA oznámila pouhý den před startem a současně informovala, že během letu by se měly odehrát dvě vycházky do volného prostoru.

## Posádka
Hlavní posádka:
- Nie Chaj-šeng (3), velitel, CNSA
- Liou Po-ming (2), 1. operátor, CNSA
- Tchang Chung-po (1), 2. operátor, CNSA

(v závorkách je uveden celkový počet letů do vesmíru včetně této mise)
Záložní posádka:
- Čaj Č’-kang
- Wang Ja-pching
- Jie Kuang-fu

## Průběh letu
Start z kosmodromu Ťiou-čchüan se uskutečnil 17. června 2021 v 01:22:27 UTC, připojení ke stanici TSS v 07:54 UTC. Po nezbytných testech kosmonauti vstoupili na palubu stanice v 10:46 UTC.
Liou Po-ming a Tchang Chung-po uskutečnili 4. července 2021 výstup do volného prostoru, druhý v historii čínského kosmického programu a současně druhý pro Liu Bominga. Kosmonauti při něm uvedli do provozu robotické rameno o délce 10,2 metru, nainstalovali na něj pracovní plošinu a opěrky nohou a cvičili práci s ramenem. Kromě toho testovali kosmické obleky nové generace a zprovoznili panoramatickou kameru. Výstup začal v 00:11 UTC otevřením přechodové komory modulu Tchien-che a skončil v 06:57 UTC. Vycházka tak trvala 6 hodin a 46 minut.
Druhý výstup uskutečnil Liou Po-ming uskutečnil společně Nie Chaj-šengem 20. srpna 2021. Instalovali při něm řadu zařízení vně stanice. Nejprve na robotickou ruku připevnili zádržný systém pro nohy a plošinu, která jim pak pomohla přepravovat další vybavení po povrchu stanice. Nainstalovali záložní čerpadlo klimatizačního systému a připevnili také držák na panoramatickou kameru poblíž průlezu, který pomůže zlepšit výhled na vesmírnou stanici. Výstup začal v 00:38 UTC otevřením poklopu přechodové komory a oba kosmonauti se do modulu se vrátili zhruba o hodinu dříve, než bylo plánováno, tedy v 06:33 UTC. Jejich výstup tak trval 5 hodin a 55 minut.
Podle dostupných informací astronauti prováděli řadu činností a experimentů v rámci přípravy na budoucí mise. Mimo jiné instalovali chladicí jednotku pro lékařské vzorky, namontovali odstředivku, aktivovali experiment s magnetickou levitací, odebírali vzorky krve a testovali subsystém pro odstraňování nebezpečných stopových plynů z atmosféry stanice.
Po plánovaném tříměsíčním pobytu se loď se všemi kosmonauty odpojila od stanice TSS 16. září 2021 v 00:56 UTC a poté přeletěla z pozice "před" stanicí na pozici "pod" stanicí a otestovala přiblížení ke spodnímu dokovacímu portu, který bude podle Čínské agentury pro pilotované lety využíván budoucími misemi ke spojení s vesmírnou stanicí. Loď podle plánu zastavila přiblížení před dokováním a poté se od stanice vzdálila a po dalších manévrech bezpečně přistála na padáku 17. září v 05.34 v poušti Gobi.